# Wayde van Niekerk

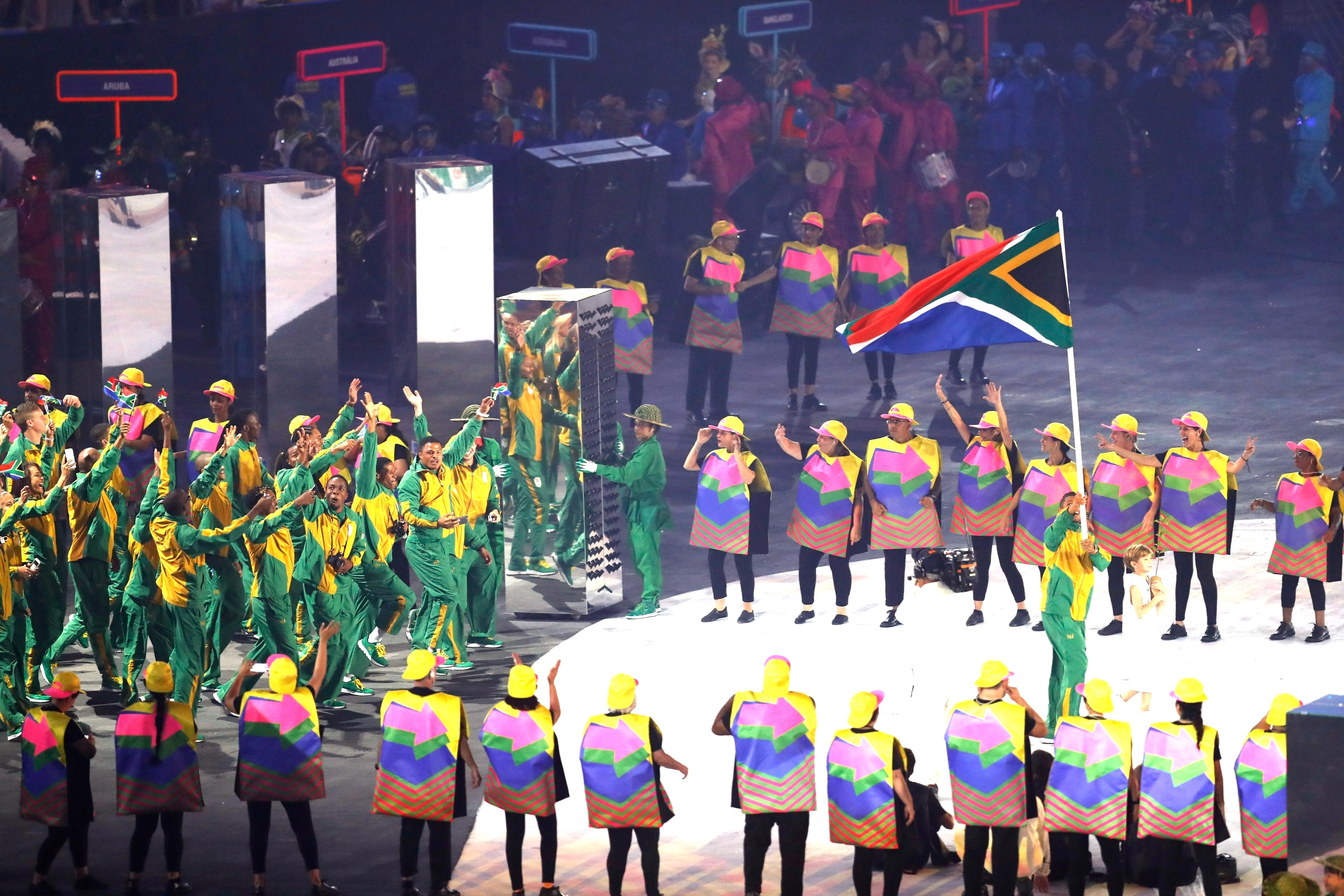
Wayde van Niekerk als vlaggendrager van de Zuid-Afrikaanse ploeg tijdens de openingsceremonie van de Olympische Spelen van 2016 in Rio de Janeiro.

Wayde van Niekerk (Kaapstad, 15 juli 1992) is een Zuid-Afrikaanse sprinter, die is gespecialiseerd in de 200 m en de 400 m. Tijdens de Olympische Spelen in Rio de Janeiro won hij op de 400 m de gouden medaille en verbrak het wereldrecord van Michael Johnson uit 1999. Hij is de eerste atleet die ooit op de 100 m onder de 10 seconden, op de 200 m onder de 20 seconden en op de 400 m onder de 44 seconden heeft gelopen.

## Biografie

### Jeugd en eerste successen
Van Niekerk, die na zijn middelbareschoolopleiding marketing studeerde aan de Universiteit van de Vrijstaat in Bloemfontein, was in zijn jeugd vooral actief op hoogspringen. Daarnaast hield hij ook zijn sprintdiscipline bij en kwam hij bij wedstrijden met name uit op de 200 m.
Op deze afstand behaalde hij dan ook zijn eerste successen. In 2010 werd hij tweede bij de Zuid-Afrikaanse jeugdkampioenschappen en op de wereldkampioenschappen voor junioren in het Canadese Moncton eindigde hij op de 200 m op een vierde plaats. Een jaar later won hij zowel de 100 m als de 200 m bij de Zuid-Afrikaanse jeugdkampioenschappen. Ook sleepte hij dat jaar zijn eerste seniorentitel binnen door bij de Zuid-Afrikaanse kampioenschappen de 200 m te winnen. Hij werd uitgezonden naar de Afrikaanse jeugdkampioenschappen in de Botswaanse stad Gaborone, waar hij niet verder kwam dan een vierde plaats.
In 2012 kwam van Niekerk niet veel in actie, maar wel toonde hij dat jaar aan ook veel talent te hebben voor de 400 m, door op dit onderdeel al tot een persoonlijk besttijd van 46,43 te komen.

### Senioren: overstap naar 400 m
In 2013 ontpopte van Niekerk zich als 400 meterloper. Hij werd Zuid-Afrikaans kampioen op dit onderdeel, won de 400 m tijdens de IAAF World Challenge Meeting in Dakar en werd tweede achter Kirani James tijdens de wedstrijd om de Golden Spike Ostrava. Vervolgens nam hij deel aan de Universiade in het Russische Kazan, waar hij met zijn 46,39 net buiten de finale viel. Samen met zijn ploeggenoten Pieter Conradie, Jacques de Swardt en Pieter Beneke liep hij er op de 4 x 400 m estafette in 3.06,19 evenwel naar het brons. Deze prestaties leverden hem een plaats op in de Zuid-Afrikaanse ploeg voor de wereldkampioenschappen, zijn eerste grote seniorentoernooi. Dit eindigde echter in een deceptie. Met zijn tijd van 46,37 werd hij in Moskou al in de voorrondes van de 400 m uitgeschakeld.

### Eerste seniorenmedaille + record
in 2014 prolongeerde van Niekerk in april zijn Zuid-Afrikaanse titel op de 400 m in 44,92, een tijd waarmee hij zich aan de kop van de wereldjaarranglijst plaatste. In juni won hij vervolgens de 400 m op de FBK Games in Hengelo en werd hij een week later in New York tijdens de Adidas Grand Prix, die deel uitmaakt van de IAAF Diamond League serie, tweede achter LaShawn Merritt in 44,38, waarmee hij het Zuid-Afrikaanse record van 44,59 van Arnaud Malherbe uit 1999 verbeterde. Bij de Athletissima in Lausanne verkoos hij de 200 m, waarop hij vierde werd in 20,19, waarna hij op de Gemenebestspelen in Glasgow aan beide onderdelen deelnam. Op de 200 m strandde hij in de halve finale, maar op de 400 m kwalificeerde hij zich voor de finale, waarin hij achter winnaar Kirani James (44,24) de zilveren medaille veroverde in 44,68, zijn eerste medaille op een groot seniorentoernooi. Hij sloot het seizoen af met een vierde plaats in 45,27 bij de IAAF Continental Cup.

### Wereldkampioen
Zijn eerste grote prestatie boekte van Niekerk bij de WK van 2015 in Peking. Hij veroverde de wereldtitel op de 400 m. Met een opvallend grote verbetering van zijn eigen Afrikaanse record van 44,38 naar 43,48 versloeg hij de Amerikaan LaShawn Merritt (zilver; 43,65) en de Grenadiaan Kirani James (brons; 43,78). Het was voor het eerst in de historie van dit toernooi dat alle drie de medaillewinnaars binnen de 44 seconden finishten.

### Olympisch kampioen in een nieuw wereldrecord
In 2016 nam van Niekerk voor het eerst deel aan de Olympische Zomerspelen. In de finale van de 400 meter mannen moest van Niekerk van start gaan in baan 8 maar toch liep hij naar de olympische titel. Met een tijd van 43,03 seconden verbrak hij ook het wereldrecord, dat sinds 1999 op naam stond van Michael Johnson.

## Titels
- Olympisch kampioen 400 m - 2016
- Wereldkampioen 400 m - 2015, 2017
- Afrikaans kampioen 200 m - 2016
- Afrikaans kampioen 4 x 100 m - 2016
- Zuid-Afrikaans kampioen 200 m - 2011, 2017, 2021
- Zuid-Afrikaans kampioen 400 m - 2013, 2014, 2015, 2016

## Persoonlijke records
| Afstand | Tijd         | Datum            | Plaats         |
| ------- | ------------ | ---------------- | -------------- |
| 100 m   | 9,94 s       | 20 juni 2017     | Velenje        |
| 200 m   | 19,84 s      | 10 juni 2017     | Kingston       |
| 300 m   | 30,81 s (NR) | 28 juni 2017     | Ostrava        |
| 400 m   | 43,03 s (WR) | 14 augustus 2016 | Rio de Janeiro |

## Palmares

### 200 m
- 2010: 4e WJK - 21,02 s
- 2011:  Zuid-Afrikaanse kamp. - 20,57 s
- 2011: 4e Afrikaanse kamp. - 21,19 s
- 2014: 5e in ½ fin. Gemenebestspelen - 20,69 s
- 2016:  Afrikaanse kamp. - 20,02 s
- 2017:  WK - 20,11 s

Diamond League-podiumplaatsen
- 2014: 4e Athletissima - 20,19 s

### 300 m
Diamond League-podiumplaatsen
- 2015:  British Grand Prix - 31,63 s

### 400 m
- 2013:  Zuid-Afrikaanse kamp. - 45,99 s
- 2013:  Meeting Grand Prix IAAF de Dakar - 46,45 s
- 2013: 3e in ½ fin. Universiade - 46,39 s
- 2013: 5e in series WK - 46,37 s
- 2014:  Zuid-Afrikaanse kamp. - 44,92 s
- 2014:  Gemenebestspelen - 44,68 s
- 2014:  Afrikaanse kamp. - 45,00 s
- 2014:  FBK Games - 45.07 s
- 2014:  Gemenebestspelen - 44,68 s
- 2014: 4e IAAF Continental Cup 2014 - 45,27 s
- 2015:  Zuid-Afrikaanse kamp. - 44,91 s
- 2015:  WK - 43,48 s
- 2016:  OS - 43,03 s (WR)
- 2017:  WK - 43,98 s
- 2021: 5e in ½ fin. OS - 45,14 s
- 2022: 5e WK - 44,97 s

Diamond League-podiumplaatsen
- 2014:  Adidas Grand Prix - 44,38 s
- 2015:  Weltklasse Zürich - 44,35 s
- 2015:  Adidas Grand Prix - 44,24 s
- 2015:  Meeting Areva - 43,96 s
- 2015:  London Grand Prix - 44,63 s
- 2016:  Golden Gala - 44,19 s
- 2016:  Herculis - 44,12 s
- 2017:  Athletissima - 43,62 s
- 2017:  Herculis - 43,73 s

### 4 x 400 m
- 2013:  Universiade - 3.06,19
- 2014:  IAAF Continental Cup 2014 - 3.00,02
- 2016:  Afrikaanse kamp. - 38,84 s

1896: Thomas Burke ·
1900: Maxey Long ·
1904: Harry Hillman ·
1908: Wyndham Halswelle ·
1912: Charles Reidpath ·
1920: Bevil Rudd ·
1924: Eric Liddell ·
1928: Ray Barbuti ·
1932: Bill Carr ·
1936: Archie Williams ·
1948: Arthur Wint ·
1952: George Rhoden ·
1956: Charlie Jenkins ·
1960: Otis Davis ·
1964: Mike Larrabee ·
1968: Lee Evans ·
1972: Vince Matthews ·
1976: Alberto Juantorena ·
1980: Viktor Markin ·
1984: Alonzo Babers ·
1988: Steve Lewis ·
1992: Quincy Watts ·
1996: Michael Johnson ·
2000: Michael Johnson ·
2004: Jeremy Wariner ·
2008: LaShawn Merritt ·
2012: Kirani James · 
2016: Wayde van Niekerk · 
2020: Steven Gardiner · 
2024: Quincy Hall
1983 Bert Cameron ·
1987 Thomas Schönlebe ·
1991 Antonio Pettigrew ·
1993 Michael Johnson ·
1995 Michael Johnson ·
1997 Michael Johnson ·
1999 Michael Johnson ·
2001 Avard Moncur ·
2003 Jerome Young ·
2005 Jeremy Wariner ·
2007 Jeremy Wariner ·
2009 LaShawn Merritt ·
2011 Kirani James ·
2013 LaShawn Merritt ·
2015 Wayde van Niekerk ·
2017 Wayde van Niekerk ·
2019 Steven Gardiner ·
2022 Michael Norman ·
2023 Antonio Watson